# Ria Endres
Ria Endres (* 12. April 1946 in Buchloe) ist eine deutsche Schriftstellerin, Essayistin, Dramatikerin, Lyrikerin und Hörspielautorin.

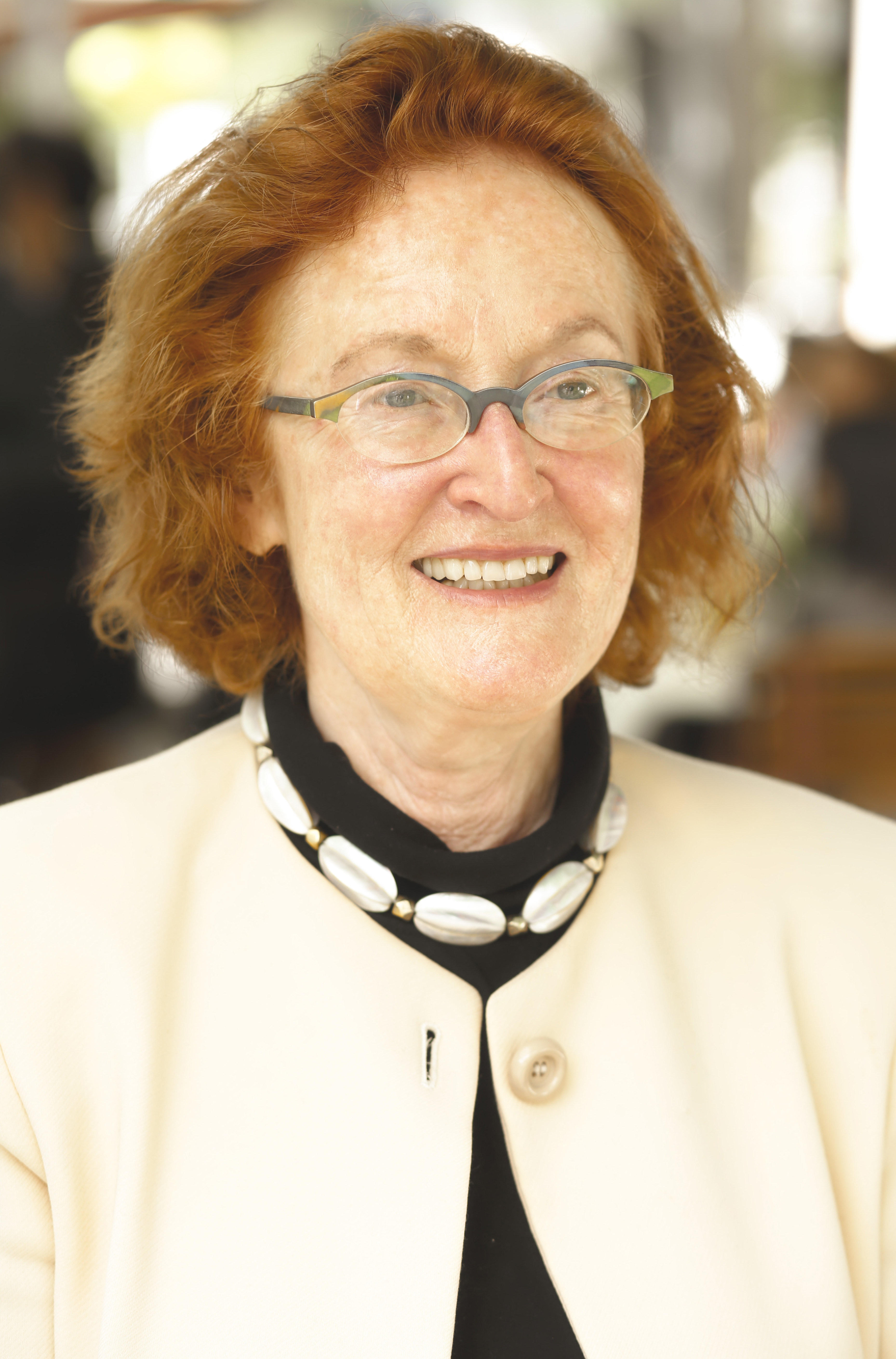
Ria Endres 2014 in Frankfurt am Main

## Leben
Ria Endres verbrachte ihre Jugend in Buchloe. Von 1958 bis 1966 besuchte sie das musische Gymnasium in Wettenhausen. Nach dem Abitur studierte sie von 1966 bis 1969 in Würzburg und anschließend bis 1972 in Frankfurt am Main Germanistik, Philosophie und Geschichte. Nach dem Staatsexamen nahm sie von 1973 bis 1980 Lehraufträge an verschiedenen Hochschulen wahr. 1979 wurde sie mit einer Arbeit über Thomas Bernhard an der Universität Frankfurt zum Doktor der Philosophie promoviert. Seit 1969 lebt sie in Frankfurt am Main, seit 1980 als freie Schriftstellerin.

## Stipendien und Auszeichnungen
- Villa-Massimo-Stipendium (Rom) in Olevano Romano 1982
- Stipendium des Deutschen Literaturfonds Darmstadt 1982
- Dramatikerpreis der Deutschen Theatergemeinden 1989
- Stipendium des Deutschen Literaturfonds 1989
- Hörspielförderung der Filmstiftung Nordrhein-Westfalen 1996
- Baldreit-Stipendium der Stadt Baden-Baden 1996
- Hörspielförderung der Filmstiftung Nordrhein-Westfalen 2001 und 2003
- Ehrengabe der Deutschen Schillerstiftung von 1859 Weimar 2008

## Bücher
- Am Ende angekommen. Dargestellt am wahnhaften Dunkel der Männerporträts des Thomas Bernhard. S. Fischer, Frankfurt 1980: wieder Verlag Bibliothek der Provinz, Weitra 1994
- Milena antwortet. Ein Brief. Rowohlt, Reinbek 1982; wieder Suhrkamp TB, Frankfurt 1995
- Am Anfang war die Stimme. Zu Samuel Becketts Werk. Rowohlt, Reinbek 1986; erw. Aufl. Suhrkamp, Frankfurt 1991
- Denken ohne Geländer. Hannah Arendt: Wege in die Philosophie und ins tätige Leben. Stadt Frankfurt 1988
- Der Zwischenmensch. Roman, Suhrkamp, Frankfurt 1991
- Werde, was du bist. Literarische Frauenportraits. Suhrkamp, Frankfurt 1992, 1994
- Abschied vom Gedicht? Zur Lyrik Ingeborg Bachmanns. Rimbaud, Aachen 1996
- Froher Wahnsinn. Gedichte, Baden-Baden 1997
- Inszenierung, Menschenbild, Rot. Das Körpertheater des Malers Frank Grüttner. Essay. Jassmann, Frankfurt 1999
- Samuel Beckett und seine Landschaften. Essays zur Kunst, Rimbaud, Aachen 2006
- Die Dame mit dem Einhorn. Essays zur Kunst. Rimbaud, Aachen 2008
- Schreiben zwischen Lust und Schrecken. Essays zu Ingeborg Bachmann, Elfriede Jelinek, Friederike Mayröcker, Marlene Streeruwitz. Verlag Bibliothek der Provinz, Weitra 2008
- Das Unglück verkleinern. Zur Aktualität von Simone Weil. Stadthaus Ulm, edition stadthaus, Band 8, Ulm 2009
- Jacopo Tintoretto und Venedig, Essays zur Kunst. Rimbaud, Aachen 2010
- Liesl Karlstadt und ihre Verwandlungskunst. Stadthaus Ulm, edition stadthaus, Band 10, Ulm 2010
- Froher Wahnsinn. Gedichte, Rimbaud, Aachen 2014
- Doktor Alzheimer bittet zu Tisch. Fünf Stücke, Rimbaud, Aachen 2015
- Augen auf  Augen zu. Gedichte 2014–2015, Rimbaud, Aachen 2016
- Fresko ohne Blau. Roman, Verlag Bibliothek der Provinz, Weitra 2016
- nichts überstürzen. Gedichte, Rimbaud, Aachen 2017
- Roulett im Föhn. Roman, Verlag Bibliothek der Provinz, Weitra 2017
- Weltuntergänge. Von der Sintflut zum apokalyptischen Event. Das Jüngste Gericht von Jacopo Tintoretto, Aachen 2019
- NORDEND. Ein Viertel wird verkauft – Bücher für die Wirklichkeit, Frankfurt 2020

## Theaterstücke
- Acht Weltmeister, Uraufführung: Staatstheater Darmstadt 1990; Text in: Programmheft Nr. 108, Staatstheater Darmstadt
- Eight World Champions, The American Premiere Reading 1991, in: Women in Theatre Festival, New York City 1991
- Zorn, nach dem Buch „Mars“ von Fritz Zorn, U: Schauspielhaus Zürich 1991
- Aus deutschem Dunkel, U: Bremer Theater 1992
- Der Kongress, U: Stadttheater Osnabrück 1993
- Der Leibwächter, U: Theater Dortmund 1995. Text in: George Tabori, dem Gedächtnis, der Trauer und dem Leben, hrsg. von Andrea Welker, Publication Nr. 1, Bibliothek der Provinz, Weitra 1994 und in: Spectaculum 60, Suhrkamp Verlag, Frankfurt am Main 1995
- Der Wal oder Der Weltuntergang findet nicht statt 2001
- Die  Fernsehphilosophin  2005
- Tod im Atelier 2005
- Duo Kalamazoo 2006. Text in: Beckett Pause Minidramen, hrsg. von Lucas Cejpek, Sonderzahl Verlagsgesellschaft Wien 2007
- Doktor Alzheimer bittet zu Tisch 2014, Hartmann & Stauffacher Verlag Köln

## Filme
- Die Kunst ist gegen den Körper des Künstlers gerichtet. Elfriede Jelinek – eine österreichische Schriftstellerin. Fernsehportrait von Carmen Tartarotti und Ria Endres, WDR 1988
- Ganz allerliebst. Vom Mythos der Kurstadt Meran. Dokumentarfilm von Carmen Tartarotti. Buch: Carmen Tartarotti und Ria Endres, Rai Sender Bozen 1996
- Wir können nicht den hellen Himmel träumen. Dokumentarfilm von Carmen Tartarotti. 2014. Skript: Carmen Tartarotti und Ria Endres. Publikumspreis der Bozner Filmtage  2014

## Vertonungen
- Valse éternelle – ein Brief: Ein Hörstück von Patricia Jünger, mit einem Text von Ria Endres, SDR 1989 und CD Grammont Portrait 99
- Frühlingsland. Gedicht. Vertonung von Violeta Dinescu, Ludwigslust 1998 und Deutschlandradio Berlin 1998

## Hörspiele
- Das fröhliche Endspiel (1980, Hörspiel des Monats)
- Der Osterhasenzug (WDR 1981)
- Wo die Liebe hinfällt / Ein Weltreisender in Sachen Liebe (BR 1982)
- Auferstehung des Fleisches (WDR 1983)
- Uppor i Klostret. Schwedischer Rundfunk Stockholm, Radioteatern und Radio Göteborg 1986
- Freistil für Damen (WDR 1984)
- Tango zu dritt (WDR 1984)
- Eine Geliebte für immer (RB 1985)
- Ein Weltreisender in Sachen Liebe (RB/SDR 1987)
- Zwillinge (WDR 1987)
- Der Kongress (WDR 1988)
- Valse éternelle (SDR, mit Patricia Jünger, 1989, Hörspiel des Monats)
- Kurz und schmerzlos (RB 1990)
- Die Welt ein Alptraum / Schopenhauer lacht (SWF 1990)
- Weltmeister (BR 1990)
- Zorn (SWF/SDR 1992)
- In der Not frißt der Teufel Fliegen (SWF 1992)
- Doktor Alzheimer bittet zu Tisch (SWF/BR 1992)
- Gründung einer Akademie (WDR 1993)
- Der Leibwächter (SWF 1993)
- Letzte Reise (SWF 1996)
- Der Weltuntergang findet nicht statt (SWF 1998)
- Unser Vater ist doch noch ein Shooting-Star geworden (SWR/WDR 1999)
- Alles hat seine Zeit (SWR 2000)
- Leben ist besser als tot sein (SWR 2002)
- Der Mann aus Keego Harbor (DRADIO BERLIN 2004)
- Denken leicht gemacht (SWR 2005)
- Eine Skulptur ist auch nur ein Mensch (SWR 2006)
- Friedas Schmetterlinge (HR 2009)
- Dornröschenschlaf (NDR 2010)
- Reise nach Michigan. Wie ich die Stimme meines toten Vaters fand (DLF 2011)
- Friedas Schmetterlinge HR 2010, D-radio Kultur (13. Juli 2011) (Demenz: einen Menschen verlieren, nicht mehr erkannt zu werden.... die Begegnung einer Tochter (Irm Hermann) mit ihrer demenzerkrankten Mutter (Rosemarie Fendel). Oder auch: "Kennst Du die Frau im Spiegel"?)
- Letzte Reise (HR 2018)

## Essays
- Gesichter ohne Entscheidung, Notizen zu Gustaf Gründgens, in: Autonomie Nr. 14, 1979
- Einer, der auszog, das Zaubern zu lernen, in: Auf den Spuren Carlos Castanedas, Zero Verlag, Rheinsberg 1981
- Neues aus Brookburg, über den Filmemacher Heinz Emigholz, in: Die Zeit Nr. 45, 1982
- Ein musikalisches Opfer, über Elfriede Jelineks Roman: Die Klavierspielerin, in: Der Spiegel 21, 1983
- Das Werktum des Mordens, über Theodor Lessing, in: Konkret Sexualität 1983 und Zweitausendeins 1984
- Nachtbuch vom Liebeswahn, über Juan Carlos Onetti und seinen Roman „Magda“, in: Die Zeit Nr. 46, 1984
- Beim Betrachten der Menschengestalt, zu den Skulpturen von Ingrid Hartlieb, Werkkatalog, Verlag für zeitgenössische Kunst, Berlin 1985
- Und bleibe nur eine halbe Minute, über John Keats, in: Literatur Konkret, Hamburg 1986
- Explique-moi, Amour, in: Ingeborg Bachmann, Les Cahiers du Griff, Editions Tierce, trimestriel-Printemps, Paris 1987
- Die Theater-Krise läßt mich kalt, in: Theater heute Jahrbuch 1987
- Ein Gargantua des Bösen, „Seid nicht streng mit dem, der seine Leier versucht“, über den französischen Schriftsteller Lautréamont, in: Die Zeit Nr. 40, 1988
- Theodor Lessing, Der Untergang der Erde am Geist, in: Albert Christian Sellner (Hrsg.), Der sogenannte Gott, Eichborn Verlag, Frankfurt 1988
- Denken ohne Geländer, Hannah Arendt, in: Peter Hahn (Hrsg.), Zerstörung, Verlust, Erinnerung, Frankfurt 1988
- Die bösen Buben im Klassenverbund oder: Politik als Hausaufgabe, in: Frankfurter Rundschau, Moderne Zeiten, 4. März 1989
- Der Landesvater, in: Franz Josef Strauß, Der Charakter und die Maske, hrsg. von Hans Jürgen Heinrichs, Athenäum Verlag, Frankfurt 1989
- Die Leidenschaft unmöglicher Liebe, Leben und Werk der Marina Zwetajewa, in: FAZ (Bilder und Zeiten) vom 13. Mai 1989
- Das Schöne am Theater ist sein Anachronismus, in: Autorinnen: Herausforderungen an das Theater, hrsg. von Anke Röder, Suhrkamp Taschenbuch, Frankfurt am Main 1989
- Zorn, (Essay zum Theaterstück „Zorn“), in: Programmheft 21, Zürcher Schauspielhaus 1990
- Endspiel – Spiel ohne Ende? Vortrag in der Akademie Tutzing 1991
- Eine Reise nach Mexiko. Kränkliches Kind, Theatermacher, Surrealist, Ekstatiker: Die Wahrheit über Antonin Artaud, in: Die Zeit Nr. 41, 1992
- Männerduos, halb verfallen, Juan Carlos Onettis Romas „Der Tod und das Mädchen“, in: Die Zeit Nr. 21, 1993
- „Jederzeit ist es Zeit ein Gedicht zu machen“, Frühe Gedichte von Gertrude Stein, in: Die Zeit Nr. 40, 1993
- Warum bleib ich hier, in: Bauwelt ½ Jg. 85, Frankfurt 1994
- Kleid aus Licht, „Kotik Letajew“ – der Kindheitsroman des russischen Symbolisten Andrej Bely, in: Die Zeit Nr. 39, 1994
- Starrkopf! Lichtengel! Junger Adler! Poesie als Existenzform: Marina Zwetajewas Liebes- und Briefgedichte an Rilke und Mandelstam, in: Die Zeit Nr. 12, 1994
- Wenn einem die Welt entzweibricht, eine Bildmonographie erzählt die Lebensgeschichte des Apothekers, Dichters und Morphinisten Georg Trakl, in: Die Zeit Nr. 4, 1995
- Der Leibwächter des Leibwächters, Text für das Programmheft des Schauspielhauses Dortmund 1995
- Die Gehirnzellen und der technische Schädel, „Das letzte Band“ von Samuel Beckett als Schriftstellerparodie, in: FAZ-Sonntagszeitung Nr. 15, 1996
- An den Rand der Welt getrieben, Georg Trakl, zum Gedicht: Musik im Mirabell, in: Der Tagesanzeiger, Kultur, 1996
- Zum 100. Geburtstag von Bertolt Brecht, in: Die Zeit Nr. 8, 1998
- Warten, Rauskommen, Hineinkommen, Die Schriftstellerin Ria Endres über ihre Begegnung mit dem großen Samuel Beckett, in: Frankfurter Rundschau Jg. 62. Nr. 76, 2006
- Rede zu Samuel Becketts 100. Geburtstag und Einführung zum Film: „Beckett – Lippen Schweigen“ (arte) im Literaturhaus Frankfurt am Main (Portikus) am 6. April 2006
- Erinnerungs(ver)lust, in: Verlust und Erinnerung, Eine Anthologie, hrsg. von Christoph Lingh und Helmut Peschina, edition aufbruch, Wien 2009
- Georg Trakl – Lebensversager und Wortträumer, Ein Portrait. Deutschlandradio Köln 1. Januar 2011
- Es kommen härtere Tage. Ingeborg Bachmann und ihre Lyrik. Deutschlandradio Köln 10. Juni 2012
- Der Regen bringt den Schmerz zur Ruh. Marina Zwetajewa und ihr dramatisches Lebens-Werk. Deutschlandradio 2. Dezember 2012
- Und so ward grau die Welt, Theodor Lessing und sein Kampf gegen die unheilvolle Geschichte. Deutschlandradio Köln 26. Januar 2014.
- In welcher Bestienwelt wohnen wir?, Theodor Lessing: Opfer der Mordmaschine einer verfluchten Kultur. Deutschlandradio Köln 2. Februar 2014. Der Literaturbote Nr. 112 / März 2014 (Verlag Hessisches Literaturforum, Frankfurt)
- Paulus Böhmers geheimer Pakt mit dem Unbegrenzten. In: Paulus Böhmer, Wer bin ich, Gedichte, (Edition Faust, Frankfurt 2014)
- Sintflut im Zeitraffer, Das jüngste Gericht, von Jacopo Tintoretto, in: Aspekte der Bibel, Themen, Figuren, Motive. Herder Verlag, Freiburg 2017

## Erzählungen
- Nach  Art des Hauses, in: Thomas Beckermann (Hrsg.), Reise durch die Gegenwart, Ein Lesebuch der Collection Fischer, 1987
- Seele am Draht, Alltägliche Lust, alltäglicher Horror am Telefon, Frankfurter Rundschau 30. April 1988
- Malta, FAZ-Sonntagszeitung Nr. 29, 1992
- Die versäumte Christmette, FAZ Sonntagszeitung Nr. 50, 1993
- Der Katzenkeller, FAZ Sonntagszeitung Nr. 16, 1993
- Letzter Auftritt von Evelyn de Kok, in: FAZ Sonntagszeitung NR. 32, 1994
- Der Sehlehrer, in: Jürgen Brodwolf, Timm Gierig Galerie (Hrsg.), Frankfurt  1995
- Hallo Blondie, in: FAZ–Sonntagszeitung Nr. 16, 1995
- Theresia Wildt, in: Der Literaturbote 87, 2007
- Da drinnen wird auch die Welt eingerissen, in: Der Literaturbote 96, 2009
- Madame Electric, in: Literaturbote 123, 2016